# Liste der türkischen Botschafter in Bosnien und Herzegowina
Das Gebäude der Botschaft ließ 1893 Karlo Langer nach einem Entwurf, der Hans Nimecek zugeschrieben wird, errichten.
Es wurde 1992 für die Zavod za zaštitu kulturno-historijskog i prirodnog naslijeđa Kantona Sarajevo renoviert und wurde während des Bosnienkrieges 1992–1995 stark beschädigt.
| Ernennung Akkreditierung | Botschafter        | Bemerkung | Ministerpräsident der Türkei | Ministerpräsident von Bosnien und Herzegowina | Posten verlassen |
| ------------------------ | ------------------ | --- | ---------------------------- | --------------------------------------------- | ---------------- |
| 12. Apr. 1993            | Şükrü Tufan        | (* 1942) 1966: Studium der Politikwissenschaft an der Universität Ankara, trat 1967 in den auswärtigen Dienst, 1977: Kandidat der Cumhuriyet Halk Partisi für den Wahlkreis Tekirdag 3, 1981–1984: Generalkonsul in Komotini, 1993–1996. erster Botschafter in Sarajewo, während des Bosnienkriegs, 1996–1998: Botschafter in Rabat, 2002–2006: Botschafter in Buenos Aires, 2012: Generalkonsul in Nantes. | Tansu Çiller                 | Mile Akmadžić                                 | 17. Sep. 1996    |
| 30. Sep. 1996            | Mehmet Görkay      | (* 26. März 1944 in Istanbul) 1962: Besuch der St. Joseph High School (Istanbul), 1967: Studium der Politikwissenschaft an der Universität Ankara, 1994–1996: Botschafter in Dakar, Senegal, 1996–1998: Botschafter in Sarajewo, 2002–2004: Ständiger Vertreter bei der Welthandelsorganisation, 2004–2008: Botschafter in Oslo. | Necmettin Erbakan            | Hasan Muratović                               | 2. Nov. 1998     |
| 13. Nov. 1998            | Ahmet Kamil Erozan | (* 14. März 1950, Mudanya, Bursa) 1969: Abitur: St. Joseph High School (Istanbul), 1973: Studium: Politikwissenschaft Universität Ankara, Eintritt in den Auswärtigen Dienst, 1998–2002: Botschafter in Sarajewo, 2002–2004: Leiter des OSZE-Büros in Taschkent, 2004: Leiter der Rechtsabteilung in Anakara, 18. Dezember 2006 bis Oktober 2011 ständiger Vertreter bei der OECD, Juli 2012 ständiger Vertreter bei der Schwarzmeerwirtschaftskooperation Organisation, erster Stellvertretender Generalsekretär. | Mesut Yılmaz                 | Boro Bosić                                    | 17. Dez. 2002    |
| 3. Jan. 2003             | Melek Sina Baydur  | 1998: Gesandtschaftsrätin in Washington, D. C., 2006 – 29. Februar 2008: Botschafterin in Ljubljana | Recep Tayyip Erdoğan         | Adnan Terzić                                  | 16. Dez. 2005    |
| 2. Jan. 2006             | Osman Bülent Tulun | (* 1952 in Istanbul) Abitur: Pertevniyal High School, Studium Boğaziçi Üniversitesi in Istanbul, trat 1979 in den auswärtigen Dienst, 2004–2005: Botschafter in Kabul, 2006–2009: Botschafter in Sarajewo, 2009–2013: Vorsitzender der Task Force der Conference on Interaction and Confidence-Building Measures in Asia, 15. Januar 2013: Botschafter in Bangkok, auch in Kambodscha und Laos akkreditiert. | Recep Tayyip Erdoğan         | Adnan Terzić                                  | 19. Aug. 2009    |
| 31. Aug. 2009            | Vefahan Ocak       | 5. Juni 2002 – 8. Jan. 2007: Botschafter in Havanna | Recep Tayyip Erdoğan         | Nikola Špirić                                 | 31. Aug. 2011    |
| 15. Nov. 2011            | Ahmet Yıldız       | (* 23. Januar 1964) Studierte Politikwissenschaft an der Universität Ankara, trat 1989 in den auswärtigen Dienst 2000–2002 und 2005–2006: Gesandtschaftssekretär erster Klasse in Damaskus, Erster Sekretär an der Botschaft in Riad in den Jahren 2004–2005. In den Jahren 2006–2008 Generalkonsulat in Jeddah. Vorsitzender des irakischen Ministeriums für Auswärtige Angelegenheiten Abteilung in den Jahren 2008–2009 und 2009–2011 Generalkonsul von Mosul. | Recep Tayyip Erdoğan         | Nikola Špirić                                 | 30. Juni 2014    |
| 1. Juli 2014             | Cihad Erginay      | (* 24. September 1966 in Ankara) Studium: Technische Universität des Nahen Ostens, 28. Dez. 1988 – 1. April 1990: Abteilung Osteuropa im Außenministerium, 1. April 1990 – 3. Dez. 1990: Wehrdienst 3. Dez. 1990 – 30. Sept. 1991: Gesandtschaftssekretär dritter Klasse in der Abteilung Westeuropa, 30. Sept. 1991 – 2. Sept. 1996: Vizekonsul am Generalkonsulat Melbourne, 2.–24. Sept. 1996: Gesandtschaftssekretär zweiter Klasse in Abteilung NATO-WEU, 24. Sept. 1996 – 31. Aug. 1998: Gesandtschaftssekretär zweiter Klasse im Transport- und Luftfahrtministerium, 31. Aug. 1998 – 29. Aug. 2000: Kuwait Botschaft, Gesandtschaftssekretär erster Klasse, 29. Aug. 2000 – 1. Okt. 2002: Gesandtschaftssekretär erster Klasse, Gesandtschaftsrat in Washington, D.C. 1. Okt. 2002 bis 4. Aug. 2004: Leiter der Abteilung USA, 4. Aug. 2004 bis 14. Sept. 2008: Gesandtschaftsrat erster Klasse bei der Mission beim Nordatlantikrat, 14. Sept. 2008 – 1. Sept. 2009: Gesandtschaftsrat erster Klasse in Riadh, 1. Mai 2011 bis 17. Juni 2014: Botschafter in Prag, 1. Juli 2014: Botschafter in Sarajevo. | Ahmet Davutoğlu              | Vjekoslav Bevanda                             |                  |